# Mohamed I. al-Mustansir
Mohamed I. al-Mustansir (arabsko أبو عبد الله محمد المستنصر,  Abu Abd Allah Muhammad al-Mustansir ibn Jahja) je bil drugi sultan Hafsidske dinastije iz Ifrikije in prvi zahtevnik po naslovu kalifa, * okoli 1228, † okoli 1277.
Al-Mustansir je sklenil mirovni sporazum, s katerim se je končala osma križarska vojna, ki je je začel Ludvik IX. Francoski leta 1270. Mohamed I. al-Mustansir je bil vazal Sicilskega kraljestva, vendar je potem, ko je kralj Manfred Sicilski strmoglavil kralja Karla I. Anžujskega, prelomil svojo prisego.

## Osma križarska vojna
Mameluški sultan Bajbars je leta 1263 napadel ostanke križarskih držav v Siriji. Izkoristil je priložnost, potem ko je vojna med  Beneško  in Genovsko (1256–1260) izčrpala obe državi in sirska pristanišča. Do leta 1265 je Baibars zavzel Nazaret, Haifo, Toron in Arsuf. Hogo III. Ciprski, nazivni kralj Jeruzalema, se je izkrcal v Akonu, da bi branil mesto, medtem ko je Baibars prodrl na sever  do Armenije, ki je bila takrat pod mongolsko oblastjo.
Ti dogodki so leta 1267 Ludvika spodbudili k pozivu na novo križarsko vojno. Ludvika je brat Karel I., kralj Neapelja in Sicilije, kmalu prepričal, naj najprej napade Tunis, s čimer bi dobil močno oporišče za napad na Egipt, na katerega se je osredotočil Ludvik. Križarji so v sedmi in pred njo v peti križarski vojni doživeli poraz. V Evropi se je govorilo, da je sultan Mohamed I. al-Mustansir zaradi svojih povezav s krščansko Španijo naklonjen krščanstvu in je veljal za dobrega kandidata za spreobrnitev v krščanstvo. V skladu s tem je Karel domneval, da bi prihod križarske vojske v severno Afriko lahko pospešil al-Mustansirjevo spreobrnitev. Ludvik je postal vodja tistege dela osme križarske vojne, ki se je dogajal v Tuniziji.
Julija 1270 je Ludvik pristal ob afriški obali. Velik del vojske je zbolel zaradi slabe pitne vode, Ludvik pa je en dan po Karlovem prihodu umrl zaradi "pretoka v želodcu". Karel je za novega kralja razglasil Ludvikovega sina Filipa III., vendar je bil zaradi Filipove mladosti on dejanski vodja križarske vojne.
Obleganje Tunisa je bilo po sklenitvi sporazuma z al-Mustansirjem zaradi širjenja bolezni 30. oktobra prekinjeno. Kristjani so s sporazumom pridobili prosto trgovanje s Tunisom, menihom in duhovnikom pa je bilo zagotovljeno varno bivanje v mestu. Vojno bi se zato lahko štelo za delno uspešno.  Ko je Bajbars izvedel za Ludvikovo smrt in evakuacijo križarjev iz Tunisa, je preklical svoj načrt, da bi poslal egipčanske čete v boj proti Ludviku v Tunisu.

## Diplomatski stiki
Po Ibn Haldunu so Hafsidi vzdrževali prijateljske stike s cesarstvom Kanem–Bornu. Leta 1257 je vladar Kanema poslal Al-Mustansirju žirafo kot diplomatsko darilo.

## Na lovu
Al-Mustansir je leta 1247 napisal knjigo Na lovu, v kateri je podrobno opisal načine lova v severni Afriki v tistem času. Posebej zanimivo je poglavje o lovu s salukijem, ki lovca poučuje, kako ravnati s tem psom in kako z njim loviti. Drugi vidiki knjige vključujejo urjenje in vodenje sokolov ter druge tehnike, ki jih je uporabljal na svojem posestvu v Bizerti.